# 松浜軒

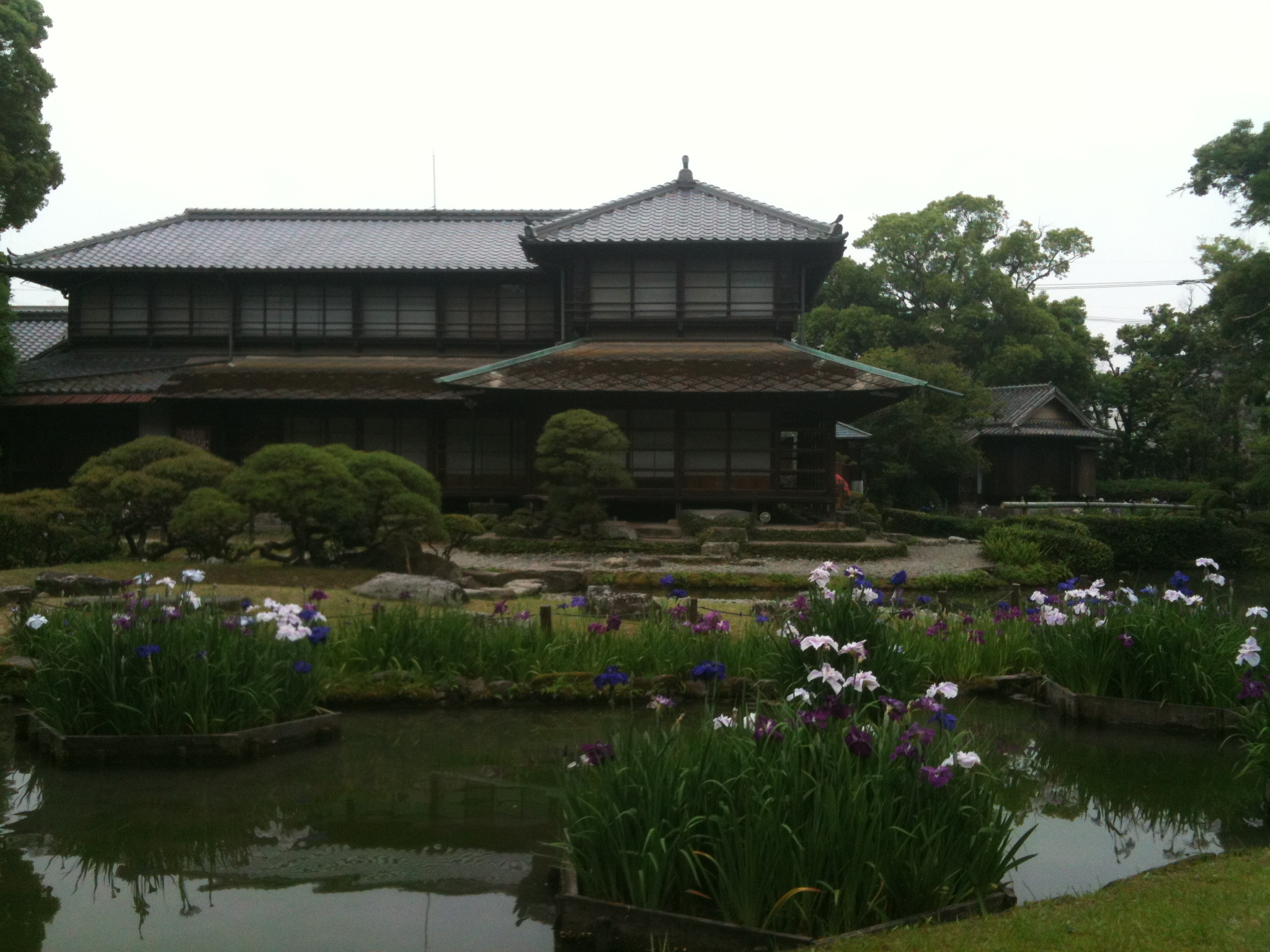
松浜軒の邸宅と庭園

松浜軒（松濱軒、しょうひんけん）は熊本県八代市北の丸町にある、肥後熊本藩細川氏の筆頭家老で八代城代であった松井家の邸宅と庭園。別名：浜の茶屋。国の名勝に指定されている。名勝としての指定名称は旧熊本藩八代城主浜御茶屋（松浜軒）庭園。建物は八代市指定の有形文化財になっている。

## 概要
1688年（元禄元年）、黄檗宗慈福寺の跡地に松井家三代・松井直之が生母崇芳院尼のために建てた茶屋で、八代城から北西に約300m程離れた場所に位置している。庭園の広さは約9,000平方メートル。
創建当初は、すぐ裏手は八代海を見渡す浜辺であり、松林を吹き抜ける風の音が聞かれたというのが名称の由来となっている。現在は、その後の干拓などにより海岸線からは遠くなり、また松林も枯れて、当時の面影は見られなくなっている。
熊本藩の医者・儒学者であり、八代城下にあった郷校伝習堂の師範でもあった宮崎雲台が著した『松浜軒記』によれば、「阿蘇の白雪、金峰の朝嵐を望む」とあり、松浜軒は阿蘇山、金峰山、雲仙岳までをも借景に取り入れた平明雄大な庭園であると紹介されている。
庭園の四季折々の花々が美しく、ツツジやヤマフジ、カキツバタ、コウホネ、オニバスなどの名所でもある。中でも、毎年6月頃に池を埋め尽くすほどに咲き乱れる肥後花菖蒲は特に有名で、県内外からの多くの観光客で賑わう。肥後花菖蒲を愛でる鑑賞茶会も開催される。
園内には怪異伝説にちなんだ「赤女が池」・「赤女が森」と呼ばれる場所があり、また伏見稲荷大明神や児宮（ちごのみや）と呼ばれる祠もある。また、多層塔や石灯籠、石橋（太鼓橋）などが点在している。
御茶屋は二階建ての建物で、母屋は茅葺き、下屋は杮葺になっている。また、門の横には馬屋を改造した宝物館が設けられ、松井家累代の文化財や美術品などが展示されている。
1949年（昭和24年）に、昭和天皇・香淳皇后が熊本に巡幸した際には、宿泊所になった。
昭和50年9月12日、茶屋建物が八代市の有形文化財に指定された。
2002年（平成14年）12月19日に国の名勝に指定された。

### 施設
- 開園時間：9:00 - 17:00（入園は16:30まで）
- 休館日：月曜日（ただし祝日の場合は翌日が休館日。また6月の月曜日は開館）、お盆、年末年始
- 入場料金：一般500円、小・中学生250円（30名以上の団体は1割引き）

## 交通

### 鉄道・バス
- JR九州鹿児島本線八代駅よりまちバス・みなバスなどに乗車し「検察庁・法務局・市博物館前」下車すぐ。
- 同新八代駅よりみなバスに乗車し「検察庁・法務局・市博物館前」下車すぐ。

### 自家用車
- 九州道：「八代IC」より6㎞。駐車場あり。